# Styla
Styla (ukrainisch Стила; russisch Стыла/Styla) ist ein Dorf in der Oblast Donezk im Osten der Ukraine mit etwa 2100 Einwohnern.

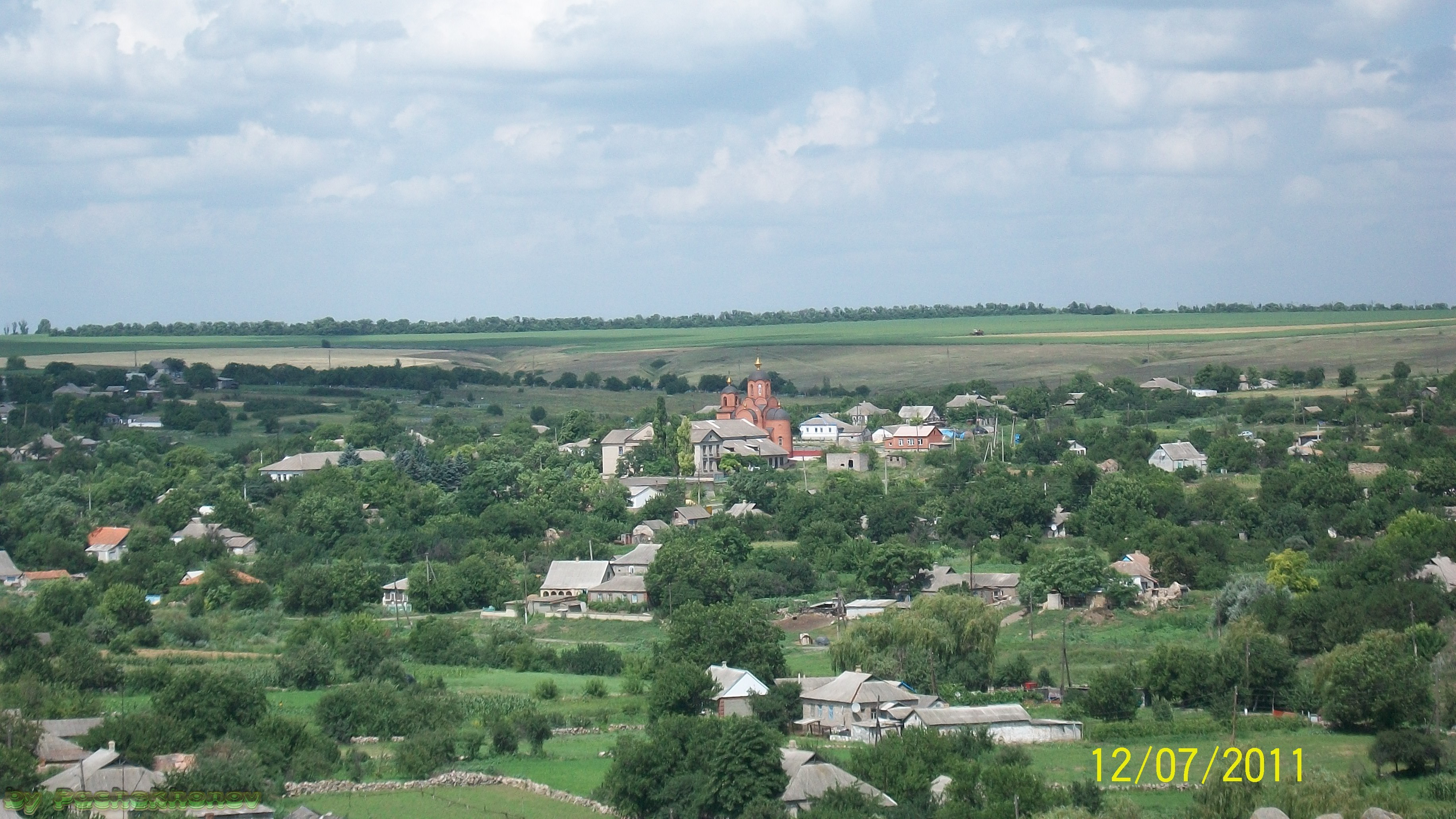
Blick auf den Ort

Das Dorf ist am Rande des Donezbecken am Fluss Mokra Wolnowacha (Мокра Волноваха), etwa 15 Kilometer südwestlich der Rajonshauptstadt Starobeschewe sowie 30 Kilometer südlich vom Oblastzentrum Donezk gelegen. Er bildet verwaltungstechnisch die gleichnamige Landratsgemeinde, zu dieser zählen auch noch das Dorf Petriwske (Петрівське).
Das Dorf wurde 1780 von griechischen Siedlern aus der Krim gegründet, zwischen 1923 und 1925 war der Ort Sitz des Rajons Styla, seit Sommer 2014 ist die Siedlung als Folge des Krieges in der Ukraine in der Hand von prorussischen Separatisten der Volksrepublik Donezk.

## Söhne und Töchter
- James C. Temerty (* 1941); kanadischer Unternehmer und Philanthrop